# Jamestown (Carolina del Sud)
Jamestown és una població dels Estats Units a l'estat de Carolina del Sud. Segons el cens del 2000 tenia 97 habitants.

## Demografia
Segons el cens del 2000, Jamestown tenia 97 habitants, 42 habitatges i 28 famílies. La densitat de població era de 64,6 habitants/km².
Dels 42 habitatges en un 33,3% hi vivien nens de menys de 18 anys, en un 35,7% hi vivien parelles casades, en un 31% dones solteres, i en un 31% no eren unitats familiars. En el 28,6% dels habitatges hi vivien persones soles el 14,3% de les quals corresponia a persones de 65 anys o més que vivien soles. El nombre mitjà de persones vivint en cada habitatge era de 2,31 i el nombre mitjà de persones que vivien en cada família era de 2,83.
Per edats la població es repartia de la següent manera: un 27,8% tenia menys de 18 anys, un 5,2% entre 18 i 24, un 28,9% entre 25 i 44, un 23,7% de 45 a 60 i un 14,4% 65 anys o més.
L'edat mediana era de 39 anys. Per cada 100 dones de 18 o més anys hi havia 75 homes.
La renda mediana per habitatge era de 16.250 $ i la renda mediana per família de 13.542 $. Els homes tenien una renda mediana de 19.375 $ mentre que les dones 16.875 $. La renda per capita de la població era de 7.021 $. Entorn del 41,9% de les famílies i el 52,5% de la població estaven per davall del llindar de pobresa.

## Poblacions més properes
El següent diagrama mostra les poblacions més properes.